# Repeteerversnellingsbak
Een repeteerversnellingsbak, ook wel roterende schakeling genoemd, is een versnellingsbak voor motorfietsen.
Dit is een sequentiële versnellingsbak waarbij steeds doorgeschakeld kan worden, bijvoorbeeld 1-2-3-4-vrij-1-2-3-4-vrij-enz. Bij een normale sequentiële versnellingsbak moet men vanuit de hoogste versnelling door alle andere versnellingen heen terug schakelen.
Het principe was gangbaar bij Japanse motorfietsmerken in de jaren 1960 en werd onder andere toegepast op de Honda Dream-modellen (vanaf 1957), door Tohatsu, Bridgestone en op sommige Lilacs.